# (38442) Szilárd
(38442) Szilárd – planetoida z pasa głównego asteroid okrążająca Słońce w ciągu 4 lat i 343 dni w średniej odległości 2,9 j.a. Została odkryta 24 września 1999 roku w obserwatorium w Piszkéstető przez Krisztiána Sárneczky'ego i Gyulę Szabó. Nazwa planetoidy pochodzi od Leó Szilárda (1898-1964), węgierskiego fizyka. Przed nadaniem nazwy planetoida nosiła oznaczenie tymczasowe (38442) 1999 SU6.